# Slavek en Slavko

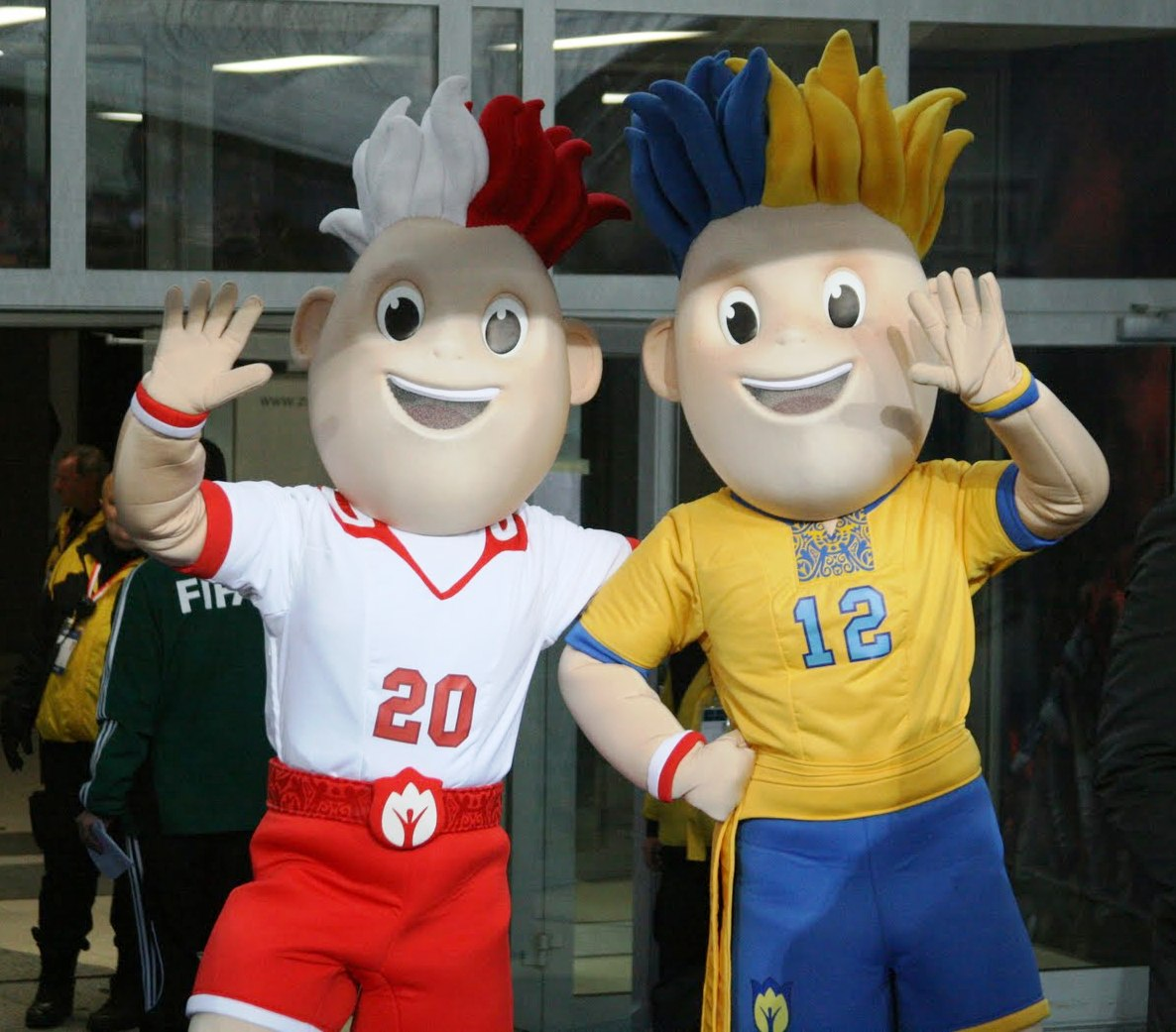
Slavek (links) en Slavko (rechts).

Slavek en Slavko zijn de officiële mascottes van het Europees kampioenschap voetbal 2012 dat wordt gehouden in Polen en Oekraïne.

## Uiterlijk
Slavek en Slavko zijn poppen met een blanke huidskleur en dragen de shirts van de nationale voetbalteams van de gastlanden. Op de achterzijde van hun shirt staat respectievelijk rugnummer 20 en 12, deze nummers vormen samen het jaartal van het Europees kampioenschap. Beide zijn elkaars tweelingbroer. Hun omhoogstaande kapsels hebben de kleuren van de vlaggen van Polen en Oekraïne. Slavek vertegenwoordigt Polen en Slavko staat voor Oekraïne. Hun beeltenis werd op 16 november 2010 gepresenteerd in het Pools Theater. Het ontwerp en de bouw van de pakken werd uitgevoerd door Warner Bros. 

## Naamkeuze
| Positie | Namen             | Percentage |
| ------- | ----------------- | ---------- |
| 1       | Slavek en Slavko  | 56%        |
| 2       | Siemko en Strimko | 29%        |
| 3       | Klemek en Ladko   | 15%        |

De UEFA schreef een wedstrijd uit voor de beste naam voor het tweetal. Inwoners van Polen en Oekraïne konden stemmen tijdens een promotietour van beide poppen door beide landen, bij vestigingen van McDonald's en buitenlanders konden terecht op de website van de UEFA. Op 4 december 2010 maakte de voetbalbond bekend dat  39.233 mensen hun stem hadden uitgebracht. De president van het Europees Kampioenschap voetbal 2012, František Laurinec, maakte de winnende namen bekend tijdens een persbijeenkomst in het Kiev Intercontinental Hotel. Hij zei hierbij dat "de mascottes de organiserende landen positief promoten. Ze zijn jong en dynamisch, net als Oekraïne en Polen".
1980: Pinocchio ·
1984: Peno ·
1988: Berni ·
1992: Rabbit ·
1996: Goliath ·
2000: Benelucky ·
2004: Kinas ·
2008: Trix en Flix ·
2012: Slavek en Slavko ·
2016: Super Victor ·
2020: Skillzy ·
2024: Albärt